# 默基特希臘禮天主教耶路撒冷宗主教直轄區
默基特希臘禮天主教耶路撒冷總教區（拉丁語：Archieparchia Hierosolymitana Melchitarum），即耶路撒冷宗主教直轄區，是耶路撒冷一個東儀天主教名譽總教區（默基特希臘禮），直屬安提約基雅宗主教區。
1772年設宗主教署理區，1838年升為名譽總教區。2005年有十五名司鐸、八個堂區、3,300名教友。現任教區副主教為若瑟·儒勒·澤雷伊。